# Налоговое обязательство
Налоговое обязательство (англ. tax obligation) — юридическое обязательство налогоплательщика уплатить соответствующую сумму средств (налог или сбор) в бюджет соответствующего уровня в порядке и в сроки, определённые налоговым законодательством. Налоговые органы в этом случае вправе требовать от налогоплательщика исполнения этого обязательства. Для выполнения налогового обязательства налогоплательщик должен правильно и своевременно проходить все стадии налогового производства.
Основания для возникновения, изменения и прекращения налогового обязательства определяются налоговым законодательством. Налоговое обязательство возникает в случае наличия у налогоплательщика объекта налогообложения и по истечении налогового периода. В то же время для некоторых налогов могут устанавливаться свои специфические основания возникновения налогового обязательства. В частности, таким основанием может служить уведомление об уплате налога.
Под налоговым обязательством в широком смысле понимают не только обязанность по уплате налогов и сборов, но также обязанность по ведению налогового учета и обязанность по налоговой отчётности.
Налоговое обязательство физического лица прекращается вследствие уплаты налога в полном объёме, смерти налогоплательщика (признания умершим) и при освобождении лица от уплаты налога. Налоговое обязательство юридического лица прекращается при уплате им налога или отмене налога.